# Filip Jícha
Filip Jícha, češki rokometaš, * 19. april 1982.
Leta 2010 je na evropskem rokometnem prvenstvu s češko reprezentanco osvojil 8. mesto.